# Prinzo Winterstein
Prinzo Winterstein war ein deutscher Gypsy-Jazz-Gitarrist aus der Volksgruppe der Sinti. Früh bemerkte er die künstlerische Veranlagung seiner Söhne Holzmanno und Ziroli Winterstein und brachte ihnen, wie bei den Sinti traditionell üblich, unter anderem nach Gehör, das Gitarrespielen bei. Anfang der 1980er Jahre kam es zu Sessions mit dem deutschen Jazz-Gitarristen Armin Heitz.
Winterstein galt als ausgezeichneter, weit über Sinti-Kreise hinaus bekannter Gitarrist. Vor allem ragte er als Solist hervor.

## Diskographische Hinweise
- Prinzo & Betzi Winterstein: Sweet Guitar (RBM Records = Musik Deutscher Zigeuner Nr. 7; 1995)